# Norman Pfeiffer

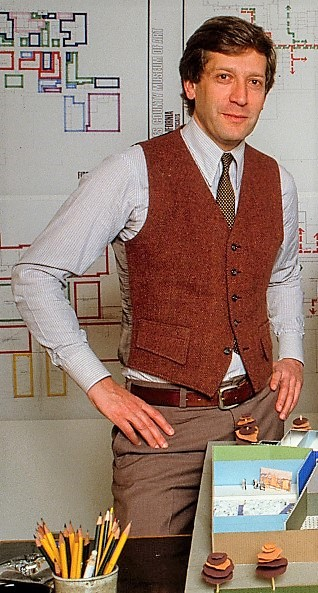
Norman Pfeiffer

Norman Pfeiffer (* 13. November 1940 in Seattle, Washington; † 23. August 2023 in Los Angeles, Kalifornien) war ein US-amerikanischer Architekt, der als Mitinhaber des Büros Hardy Holzman Pfeiffer durch zahlreiche Theaterbauten und Kulturzentren in den USA bekannt wurde.

## Leben
Pfeiffer schloss sein Architekturstudium an der University of Washington 1964 ab. Ein Jahr später erhielt er den Master of Architecture an der Columbia University in New York.
Ab 1965 arbeitete er mit Hugh Hardy und Malcolm Holzman zusammen, mit denen er 1967 das Büro Hardy Holzman Pfeiffer gründete. Hardy Holzman Pfeiffer wurde bald das führende Architekturbüro für Neubauten und Umbauten von Theatern und Konzerthäusern in den USA. 2004 trennten sich die drei Partner. Pfeiffer gründete mit Teilen der Belegschaft das Büro Pfeiffer Partners Architects.
Pfeiffer starb am 23. August 2023 in seinem Zuhause in Pacific Palisades, einem Stadtteil von Los Angeles, an den Folgen einer Herzinsuffizienz.

## Ehrungen
Norman Pfeiffer war Fellow des American Institute of Architects (AIA). Das Büro Hardy Holzman Pfeiffer erhielt 1981 den Architecture Firm Award des AIA, der als höchste Auszeichnung für Architekturbüros in den Vereinigten Staaten gilt.

## Projekte
Projekte von Hardy Holzman Pfeiffer (bis 2004)
siehe Artikel Hardy Holzman Pfeiffer